# ميناء ماكاو
مياء ماكاو (بالصينية: 澳门港) سمي نسبة للمدينة التي يتواجد فيها مدينة ماكاو الصينية المتمتعة بالحكم الذاتي على غرار جارتها هونغ كونغ، ينقسم ميناء ماكاو إلى منافذ خارجية وداخلية.
يقع الميناء الخارجي على الجانب الشرقي من شبه جزيرة ماكاو وهو مخصص للمسافرين على سفن الركاب المتوسطة المتجهة من وإلى هونغ كونغ فقط، ويقع الميناء الداخلي على الجانب الغربي من شبه جزيرة ماكاو ويتألف من 34 رصيفًا ويتم فيه تحميل وتفريغ البضائع، ويتمتع الميناء الداخلي بتجهيزات جيدة واهمها القناة حيث يبلغ عرض قناة المرفأ الخارجي حوالي 120 متر وعمق مخططها يقارب 4.4 متر.

## تاريخ الميناء
لعبت ماكاو دورا اقتصاديا هاما واستطاعت أن تجعل الميناء واحد من أكثر الموانئ التجارية ازدهارًا في الشرق الأقصى قديما، كانت الفترة من أواخر القرن السادس عشر إلى أوائل القرن السابع عشر ذروة تجارة ماكاو وكانت بمثابة مركز تجاري في ذلك الوقت، أصبحت ماكاو حلقة وصل بحرية يربط بين أوروبا وآسيا وأمريكا اللاتينية وشكلت محور طرق مهم لدورة التجارة في المنطقة. ومع ذلك، وبعد حرب الأفيون اعتمدت هونغ كونغ على مزاياها وأسباب تاريخية واقتصادية أخرى لتحل محل ماكاو بسرعة وتصبح ميناءًا تجاريًا مزدهرًا لإعادة التصدير في الشرق الأقصى. نظرًا للظروف الطبيعية، أغلقت ماكاو الميناء خاصة لقد انتقل النقل البحري من عصر الإبحار إلى عصر السفن البخارية وأصبح الشحن أكثر تعقيدا، مما ادى إلى تقلص حجم ونطاق تجارة إعادة التصدير في ماكاو بشكل حاد.

## وصلات خارجية
موانئ الصين